# West Brompton (Metropolitano de Londres)
West Brompton é uma estação do Metrô de Londres, do London Overground e da National Rail localizada na região de South Kensington.

## História
A West London Extension Joint Railway (WLEJR) foi inaugurada no início da década de 1860. Ele se juntou ao extremo sul da West London Joint Railway na estação Kensington (Olympia) com a estação Clapham Junction e passou por West Brompton, embora uma estação não tenha sido inaugurada até 1866.

## Serviços
O serviço típico do Metrô de Londres fora dos horários de pico na District line em trens por hora é:
- 6 tph para Tower Hill, dos quais 3 continuam para Barking
- 6 tph para Edgware Road
- 12 tph para Wimbledon